# Polskie Górnictwo Naftowe i Gazownictwo
PGNiG (Polskie Górnictwo Naftowe i Gazownictwo) is een energiebedrijf in Polen.
Het bedrijf produceert en verkoopt aardolie en aardgas. De staatsonderneming PGNiG werd in 1982 opgericht. In 1996 werd het bedrijf een naamloze vennootschap, waarvan de Poolse staat alle aandelen bezat. In 2005 ging het naar de beurs. Dit bedrijf komt in de beursindex WIG 20 voor.